# フランチェスコ・マンチーニ (1968年生のサッカー選手)
フランチェスコ・マンチーニ（Francesco Mancini、1968年10月10日 – 2012年3月30日）は、イタリア・マテーラ出身の元サッカー選手、元サッカー指導者。現役時代のポジションはゴールキーパーであった。ゴールキーパーとしては小柄（176cm）であったが、守備範囲の広さや足下の技術の高さなどが持ち味であった。

## 経歴

### 選手
地元のFCマテーラからデビューした。1987年にフォッジャに移籍。1989年にズデネク・ゼーマン監督が就任すると、1990-91シーズンにはセリエB（2部）優勝とセリエA（1部）昇格を果たし、攻撃的なスタイルで旋風を巻き起こしたミラクル・フォッジャを最後尾から支えた。1995-96シーズンはセリエBで2試合に出場したが、1995年11月にセリエAのSSラツィオにレンタル移籍した。1996-97シーズンはセリエBのフォッジャに復帰し、1997年夏にセリエAのASバーリに移籍した。ASバーリでは3シーズンでリーグ戦95試合に出場した。
2000年10月、セリエAのSSCナポリに移籍し、ボローニャFCに移籍した若手のフェルディナンド・コッポラの後釜に落ち着いた。2001年1月にベテランのアルベルト・フォンタナが加入するとポジションを失ったが、セリエB降格により再びポジションを取り戻した。2002-03シーズンはマルコ・ストラーリやエマヌエレ・マニッタの控えとして、35歳ながら27試合に出場した。2003年夏にはSSCナポリがマニッタを完全移籍で獲得したため、セリエC1（3部相当）のピサに移籍した。2005年1月には、ドメニコ・ディ・ディオとのトレードで同じくセリエC1のサンベネデッテーゼに移籍した。やはりセリエC1のテーラモ、サレルニターナ、マルティーナでもプレーし、2008年に現役引退した。

### 指導者
2009-10シーズンはレガ・プロ・セコンダ・ディヴィジオーネ（4部相当）のマンフレドーニアでゴールキーパーコーチ兼アシスタントコーチを務めた。2010年7月、かつての恩師ゼーマン監督が指揮する古巣フォッジャのゴールキーパーコーチに就任した。2011年7月、ゼーマンのペスカーラ・カルチョ監督就任にともなってペスカーラのゴールキーパーコーチに就任した。2012年3月30日、午前中は普段通り練習の指導を行ったが、ペスカーラの自宅で突然の心臓発作に襲われて死去した。43歳だった。翌日にペスカーラがマンチーニの古巣ASバーリと対戦した際には、両クラブの選手が喪章を付けてプレーした。

## タイトル
フォッジャ
- セリエB : 1990-91